# Kris Van De Putte
Kris Van De Putte, né le 22 décembre 1975 à Tamise en Belgique, est un footballeur belge qui joue au poste de gardien de but.

## Biographie
Van De Putte commence sa carrière professionnelle en 1993 au Sint-Niklaasse SK. . Transféré au KV Ostende en 1997, il décroche une place de titulaire et remporte son premier trophée, à savoir le titre de champion de deuxième division. Sa deuxième saison à Ostende est un échec car le club finit bon dernier du championnat.
Le gardien belge rejoint le KSK Beveren avec qui il se bat, pendant deux ans, dans le bas du championnat de première division. Ensuite, il signe avec le RWD Molenbeek et termine dans le ventre mou. Néanmoins, le club est relégué en troisième division car il n'a pas reçu sa licence de football rémunéré. Van De Putte quitte le RWDM après une saison seulement et se dirige vers le RAEC Mons, tout juste promu en première division en 2002. Après deux saisons correcte, il quitte Mons en cours de saison 2004-2005 pour le KV Courtrai, retournant en deuxième division belge.
Il termine sa carrière dans divers clubs de troisième et quatrième division belge.

## Palmarès
- Champion de deuxième division belge en 1998 avec le KV Ostende